# Calç
|  | Per a altres significats, vegeu «òxid de calci». |

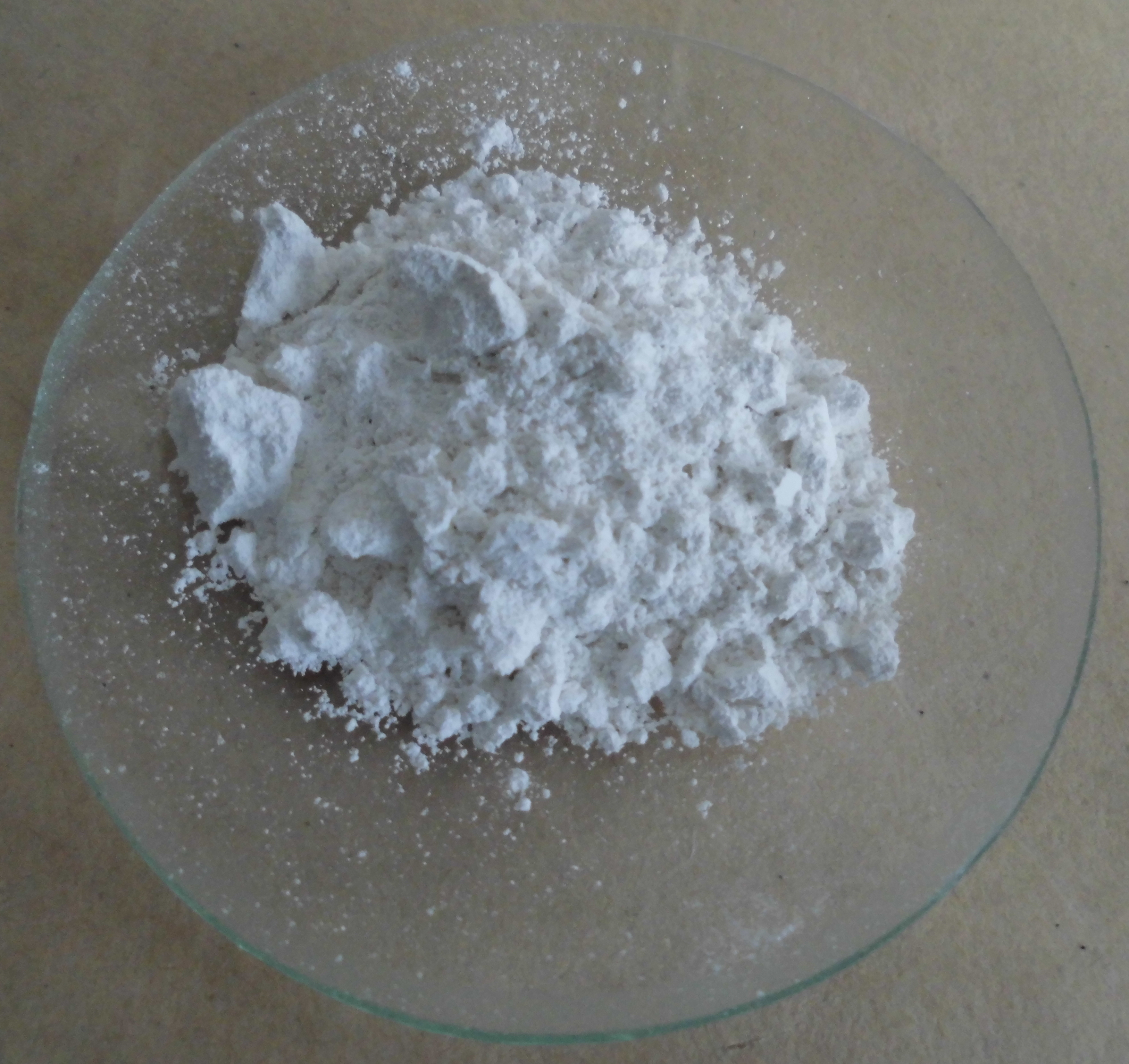
Calç

La calç són diferents materials obtinguts de la cocció de la pedra calcària, principalment l'òxid de calci o calç viva, però també els seus derivats. Quan es troba a la natura, la calç també és considerada com un mineral de la classe dels òxids.

## Característiques

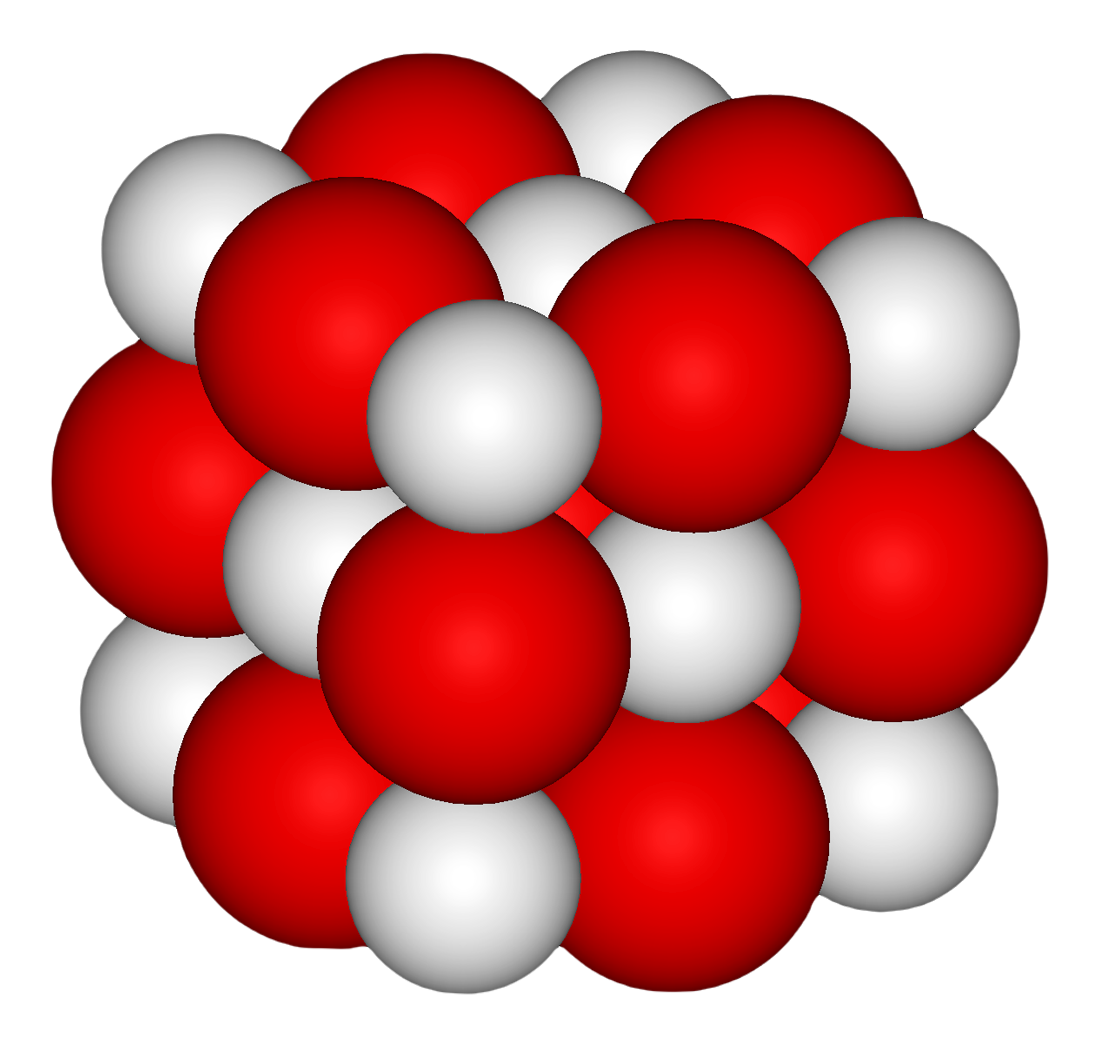
Estructura química de l'òxid de calci. Forma cristalls degut a la disposició homogènia dels seus elements químics.

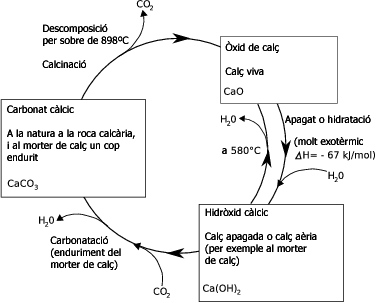
Els derivats de construcció de la calç.

La calç és un òxid de fórmula química CaO, que cristal·litza en el sistema isomètric. És de color blanc, de poca duresa, lleugera i si es posa en contacte amb la pell és perjudicial. És un aglomerant molt utilitzat com a base de mescles, per a emblanquinar i com a aglutinant de pigments i pintures.
La pedra de calç s'acostuma a coure en forns a una temperatura d'entre 1.000 °C i 1.200 °C, que transforma el carbonat de calci (CaCO₃) en òxid de calci (CaO) (calç viva). En combinar-la amb aigua, s'hidrata (o sigui, es transforma en hidròxid de calci (Ca(OH)₂) i desprèn calor. La calç hidratada (calç apagada o calç aèria), exposada a l'aire, es carbonata, o sigui, es combina amb el diòxid de carboni (CO₂) de l'aire per tornar a formar carbonat de calci.
La calç, segons el tractament a què se sotmet pot ser:
- Viva: calç no hidratada.
- Apagada o amarada: calç hidratada amb aigua fins a perdre la causticitat.
- Bullida: s'obté de la calç amarada, en forma de pasta, obtinguda barrejant calç viva i aigua i fent-la bullir.

El material obtingut coent pedra calcària amb una determinada porció d'argila, s'anomena calç hidràulica i té la propietat d'endurir-se dins l'aigua, perquè l'enduriment es produeix per reacció química entre l'hidròxid de calci, els silicats (procedents de l'argila) i l'aigua, pel que no és necessari el contacte amb en diòxid de carboni de l'aire.
Segons la classificació de Nickel-Strunz, la calç és un mineral que pertany a "04.AB: Òxids amb proporció Metall:Oxigen = 2,1 i 1:1, amb Catió:Anió (M:O) = 2:1 (i 1,8:1)" juntament amb els següents minerals: crednerita, tenorita, delafossita, mcconnel·lita, bromellita, zincita, bunsenita, manganosita, monteponita, períclasi, wüstita i pal·ladinita.

## Ús de la calç
La calç té molts usos diferents, dels que podem destacar:
- a la restauració, per barrejar amb la sorra per crear el morter de calç emprat a restauracions de construccions antigues.
- a la construcció, per barrejar amb àrids i ciment per usos molt concrets de morters.
- al tractament de pells, on es tracten les pells en un bany de calç per tal de depilar-les (encalcinament).

### Bótes encalcinades
- L'any 1772 el capità de vaixells mercants Jean Fret, seguint els consells d'un boter de Marsella, va fer encalcinar una bota per fer la prova. El sistema era senzill: omplir la bota amb aigua dolça, tirar-hi dos grapats de calç viva i deixar-la reposar una setmana. Passat el temps indicat, vessar el líquid de la bota, esbandir-la bé i omplir-la d'aigua potable.

Amb aquest sistema l'aigua de la bota es va mantenir en perfecte estat els sis mesos que va durar el viatge. La capa de calç de l'interior de la bota preserva de la corrupció de l'aigua.
- L'any 1776 M. Maillard de Mesle, intendent del port de l'Ile de France, va observar la pràctica del capità Jean Fret i va divulgar el procediment en una carta del 1778.[3][4]